# Red, Hot and Blue!
Red, Hot and Blue! ist eine Musical Comedy mit der Musik und den Gesangstexten von Cole Porter und einem Buch von Howard Lindsay und Russel Crouse. Lindsay übernahm die Spielleitung in dem von Vinton Freedley produzierten Stück, das am 29. Oktober 1936 im Alvin Theatre in New York uraufgeführt wurde. Es war eines von fünf Broadway-Musicals (Anything Goes, Du Barry Was a Lady, Panama Hattie, Something for the Boys) für das Cole Porter komponierte und in dem Ethel Merman die Hauptrolle spielte. Neben ihr spielten Jimmy Durante und Bob Hope.

## Handlung
„Nails“ O’Reilly Duquesne, ehemalige Maniküre und wohlhabende Witwe, deren Ziel es ist, ehemaligen Häftlingen wieder auf die Beine zu helfen, veranstaltet eine landesweite Lotterie, um ausreichend Mittel für diese Aufgabe zu beschaffen. Ihre Partner sind ihr Anwalt Bob Hale, in den sie verliebt ist, und der Ex-Häftling „Policy“ Pinkle, der sein bequemes Gefängnisleben vermisst.
Bob jedoch hängt immer noch seiner großen Liebe aus Kindheitstagen, genannt Baby, nach. Als Köder für die Lotterie lässt Nails nach Bobs lang verlorenen Mädchen suchen – wer sie findet, soll den halben Lotterie-Topf gewinnen. Babys Erkennungsmerkmal ist aber nicht die richtige Schuhgröße wie bei Aschenputtel, sondern ein Brandmal auf ihrem Hintern.
Dazu kommt noch ein Senats-Finanzausschuss, der mit den Lottogeldern den Staatshaushalt sanieren möchte, dann ist am Ende die Kindheitsliebe näher als gedacht und zu guter Letzt findet Bob auch zu Nails.

## Bekannte Musiknummern
- Down in the Depths (on the Ninetieth Floor)
- You’ve Got Something
- It’s De-Lovely
- Ridin’ High